# Argyractis inaurata
Argyractis inaurata là một loài bướm đêm trong họ Crambidae.